# Зелёная древесная гадюка
Зелёная древесная гадюка (лат. Atheris chlorechis) — ядовитая змея из семейства гадюковых.

## Описание

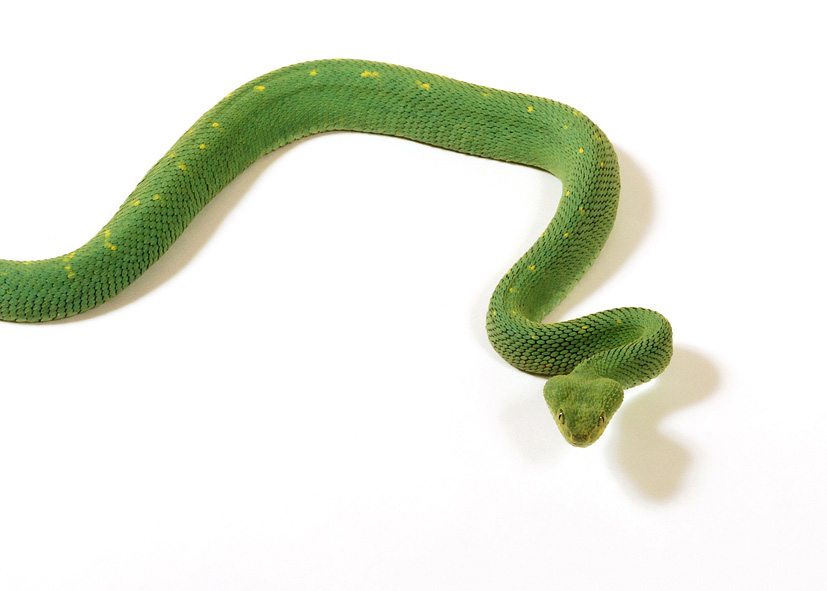

Взрослая змея достигает длины 50—70 см. Тело тёмно- или светло-зелёное с бледными жёлтыми пятнами. Брюшная сторона тела от бледно-зелёного до синеватого. Кончик хвоста жёлтый. Радужная оболочка глаза не цветом отличается от головы. Новорождённые детёныши смуглые, приобретают зелёную окраску в течение суток после рождения.

## Образ жизни
Предпочитает низинные дождевые леса. Хорошо лазает. Питается мелкими млекопитающими. Является живородящей. Самка производит на свет от 6 до 9 детёнышей

## Распространение
Обитает в тропических лесах Западной Африки (Гвинея, Сьерра-Леоне, Либерия, Кот-д’Ивуар, Гана и Того).